# 归驷桥
归驷桥，位于中国福建省柘荣县富溪镇富溪村，南宋淳熙十四年（1187年）始建，清乾隆五十三年（1788年）重建。贯木拱廊屋桥，全长24米，宽4.8米，单孔，孔跨15.4米。廊屋悬山顶，减柱穿斗式木构架，两侧设栏杆和长条凳。是古代闽浙官道上重要桥梁。2005年5月11日公布为第六批福建省文物保护单位。